# Signal (série télévisée)
Pour les articles homonymes, voir Signal.
Signal (hangeul : 시그널 ; RR : Sigeuneol) est une série télévisée sud-coréenne diffusée entre le 22 janvier et le 12 mars 2016 sur tvN,,.

## Synopsis
Un mystérieux talkie-walkie permet à Lee Jae-han, un détective en 2000, de communiquer avec un profileur, Park Hae-young, vivant en 2015 et spécialisé dans les affaires non résolues. Ces communications ont lieu chaque soir à 23 h 23. En connaissant le passé, les deux détectives peuvent non seulement résoudre les crimes, mais aussi les empêcher d'arriver. Cependant, un vieux cas est peut-être plus proche du présent qu'on ne pense. Le talkie-walkie n’est autre que celui de Lee Jae-han trouvé des années après par Park Hae-young. Il fait le lien à travers le temps entre les deux policiers.

## Distribution

### Acteurs principaux
- Lee Je-hoon : Park Hae-young
- Kim Hye-su : Cha Soo-hyun
- Jo Jin-woong : Lee Jae-han

### Acteurs secondaires
Officiers de police
- Jang Hyun-sung : Kim Bum-joo
- Jung Hae-kyun : Ahn Chi-soo
- Kim Won-hae : Kim Kye-chul
- Jung Han-bi : Oh Yoon-seo
- Lee Yoo-jun : Jung Han-ki
- Kim Min-kyu : Hwang Eui-kyung

Acteurs étendues
- Kang Chan-hee : Park Sun-woo
- Oh Yeon-ah : Yoon Soo-ah
- Lee Young-eun : Kim Yoon-jung
- Lee Si-a : Kim Won-kyung
- Son Hyun-joo : Jang Young Chul

## Audience
| Nombre d'épisodes | Date de diffusion | Part d'audience moyenne | Part d'audience moyenne |
| Nombre d'épisodes | Date de diffusion | AGB Nielsen             | TNmS Ratings            |
| ----------------- | ----------------- | ----------------------- | ----------------------- |
| 1                 | 22 janvier 2016   | 5,4 %                   | 6,4 %                   |
| 2                 | 23 janvier 2016   | 6,9 %                   | 6,1 %                   |
| 3                 | 29 janvier 2016   | 8,2 %                   | 8,5 %                   |
| 4                 | 30 janvier 2016   | 7,7 %                   | 7,5 %                   |
| 5                 | 5 février 2016    | 7,8 %                   | 7,6 %                   |
| 6                 | 6 février 2016    | 7,1 %                   | 7,3 %                   |
| 7                 | 12 février 2016   | 8,6 %                   | 9,0 %                   |
| 8                 | 13 février 2016   | 7,8 %                   | 8,6 %                   |
| 9                 | 19 février 2016   | 7,8 %                   | 8,4 %                   |
| 10                | 20 février 2016   | 9,2 %                   | 8,7 %                   |
| 11                | 26 février 2016   | 10,5 %                  | 8,8 %                   |
| 12                | 27 février 2016   | 10,1 %                  | 9,2 %                   |
| 13                | 4 mars 2016       | 9,7 %                   | 9,7 %                   |
| 14                | 5 mars 2016       | 11,1 %                  | 10,6 %                  |
| 15                | 11 mars 2016      | 10,8 %                  | 9,8 %                   |
| 16                | 12 mars 2016      | 12,6 %                  | 12,8 %                  |

Note: Cette série est diffusée sur une télévision payante qui a normalement une relativement plus faible audience par rapport aux diffuseurs de télévision terrestre (KBS, SBS, MBC et EBS).